# End Times
"End Times" es el duodécimo y penúltimo episodio de la cuarta temporada de la serie dramática de televisión estadounidense Breaking Bad, y el episodio 45 en general de la serie. Se emitió originalmente en AMC en los Estados Unidos el 2 de octubre de 2011. GQ y Salon.com nombraron a "End Times" como uno de los mejores episodios de televisión de 2011.

## Trama
Después de recibir una advertencia anónima de Saul Goodman acerca de que Hank había sido puesto en la mira por un cartel de la droga, la DEA envía un escuadrón de agentes para proteger su casa. La familia White también es llevada a la casa Schrader para su protección, pero Walter convence a Skyler de que le deje quedarse en su propia casa, listo para enfrentar las consecuencias de sus acciones. Walt se sienta nervioso en el patio trasero, girando una pistola sobre la mesa que sigue apuntándolo, pero toma nota cuando apunta a una maceta. Hank deduce que su investigación de Gus Fring es la razón de la amenaza contra su vida, algo que ni Marie, Skyler o Walt Jr creen, por lo que le pide a Steven Gomez que busque en la lavandería industrial.
Gómez y un oficial con un perro detector de drogas revisan la lavandería pero no encuentran nada, aunque Jesse y Tyrus Kitt estaban debajo de ellos ocultos en el laboratorio. Gus, en una llamada telefónica a Jesse, insinúa que la atención de la policía es culpa de Walter, y que deben matarlo para proteger la operación, pero Jesse nuevamente se niega a cocinar si le llegan a hacer algo. Más tarde, Saul le entrega a Jesse su parte total de las ganancias de la metanfetamina, ya que Saul planea huir temporalmente de Albuquerque hasta que termine la disputa entre Walter y Gus. Saul revela que Gus llevó a Walter al desierto y amenazó a su familia, una revelación que sorprende a Jesse. Jesse luego recibe una llamada de Andrea donde le cuenta que Brock ha enfermado gravemente y está en el hospital. Cuando se disponía a fumar un cigarro en espera de información, Jesse descubre que falta el cigarrillo de ricina, que tenía a mano para envenenar a Gus, e intuye que Brock de alguna manera ingirió la ricina.
Jesse se enfrenta a un paranoico Walter en su casa, donde lo escucha sobre lo que ha pasado. Jesse agarra el arma de Walter y le apunta, acusándolo de envenenar a Brock por despecho. Walter afirma que Gus debe haber planeado el envenenamiento de Brock y que lo incriminó por ello para manipular a Jesse para que le matara; las cámaras alrededor del laboratorio probablemente detectaron el cigarrillo, y Tyrus debe haberlo sacado del casillero de Jesse, localizó a Brock y lo envenenó. Walter y Jesse saben que Gus no está por encima de matar niños, después de la muerte del hermano menor de Andrea, Tomás, y Jesse finalmente decide que Walter es inocente. Los dos se unen para matar a Gus.
Jesse visita el hospital todos los días, pero Andrea no lo deja ver a Brock después de que divulga su conocimiento sobre el envenenamiento por ricina. Jesse se niega a dejar el hospital, lo que arruina al proceso de cocina de metanfetamina, y dice que solo se irá si Gus se lo ordena en persona. Cuando Gus llega al hospital, Walter coloca una bomba casera debajo de su auto y observa desde un techo cercano el momento adecuado para detonarla. Cuando Gus y sus guardaespaldas regresan al auto, Gus siente que algo anda mal y abandona el área, dejando a Walter angustiado por perder su oportunidad.

## Producción
En el podcast Breaking Bad Insider, el director Vince Gilligan revela que el equipo enfrentó limitaciones de tiempo durante la producción de este episodio. En consecuencia, Gilligan decidió durante la filmación cortar una escena con guion en la que Walt y Jesse formulan un plan para matar a Gus. Además, el episodio se filmó al mismo tiempo que el episodio siguiente, "Face Off", para ahorrar tiempo.
"End Times" es el único episodio de la serie que Gilligan dirigió sin haber escrito el episodio.

## Recepción
Seth Amitin de IGN le dio al episodio un 9 sobre 10.
En 2019, The Ringer clasificó a "End Times" como el 29 mejor episodio de la serie.

## Elogios
Aaron Paul ganó el Emmy al mejor actor de reparto en una serie dramática en la 64.ª edición de los premios Primetime Emmy por su actuación en este episodio. Kelley Dixon también fue nominada para el premio Primetime Emmy a la mejor edición de imágenes con una sola cámara para una serie dramática por este episodio.